# Emilie Kroyer Koppel
Emilie Kroyer Koppel, född 7 juni 2002 i Köpenhamn, är en dansk skådespelare.
Koppel har bland annat medverkat i filmerna Ehrengard: Förförelsens konst, De ostyriga och Happy Ending.

## Filmografi (i urval)
- 2018 – Happy Ending
- 2022 – De ostyriga
- 2023 – Ehrengard: Förförelsens konst